# Neues Rathaus (Posen)

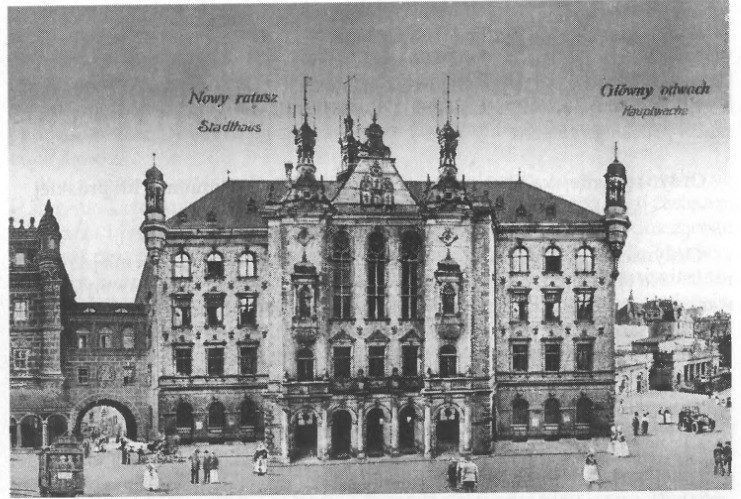
Das Neue Rathaus von Posen auf einer Ansichtskarte aus dem Jahr 1916

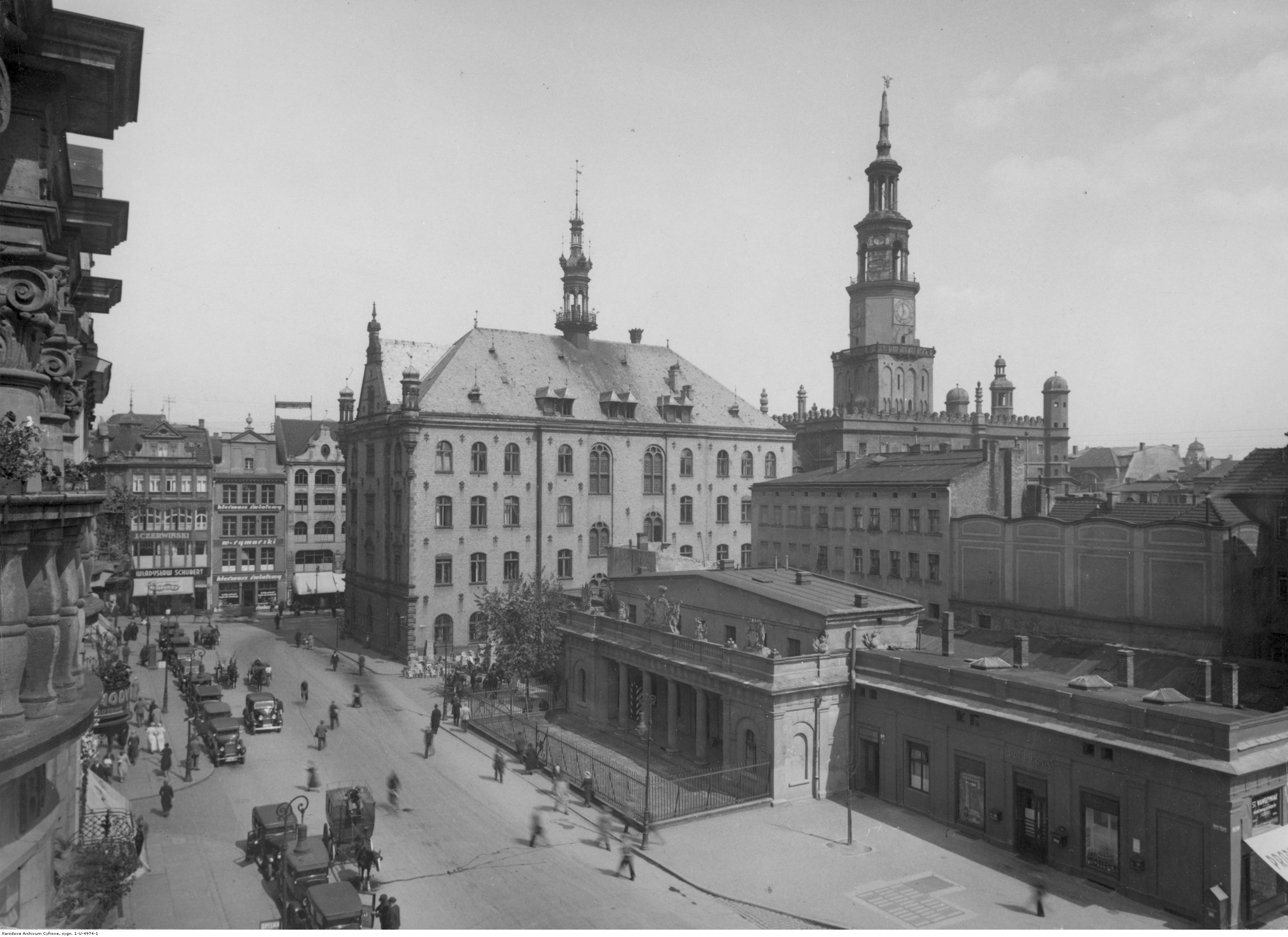
Das Neue Rathaus von Posen von der Südseite (im Jahr 1934). Daneben der Turm des Alten Rathauses (rechts)

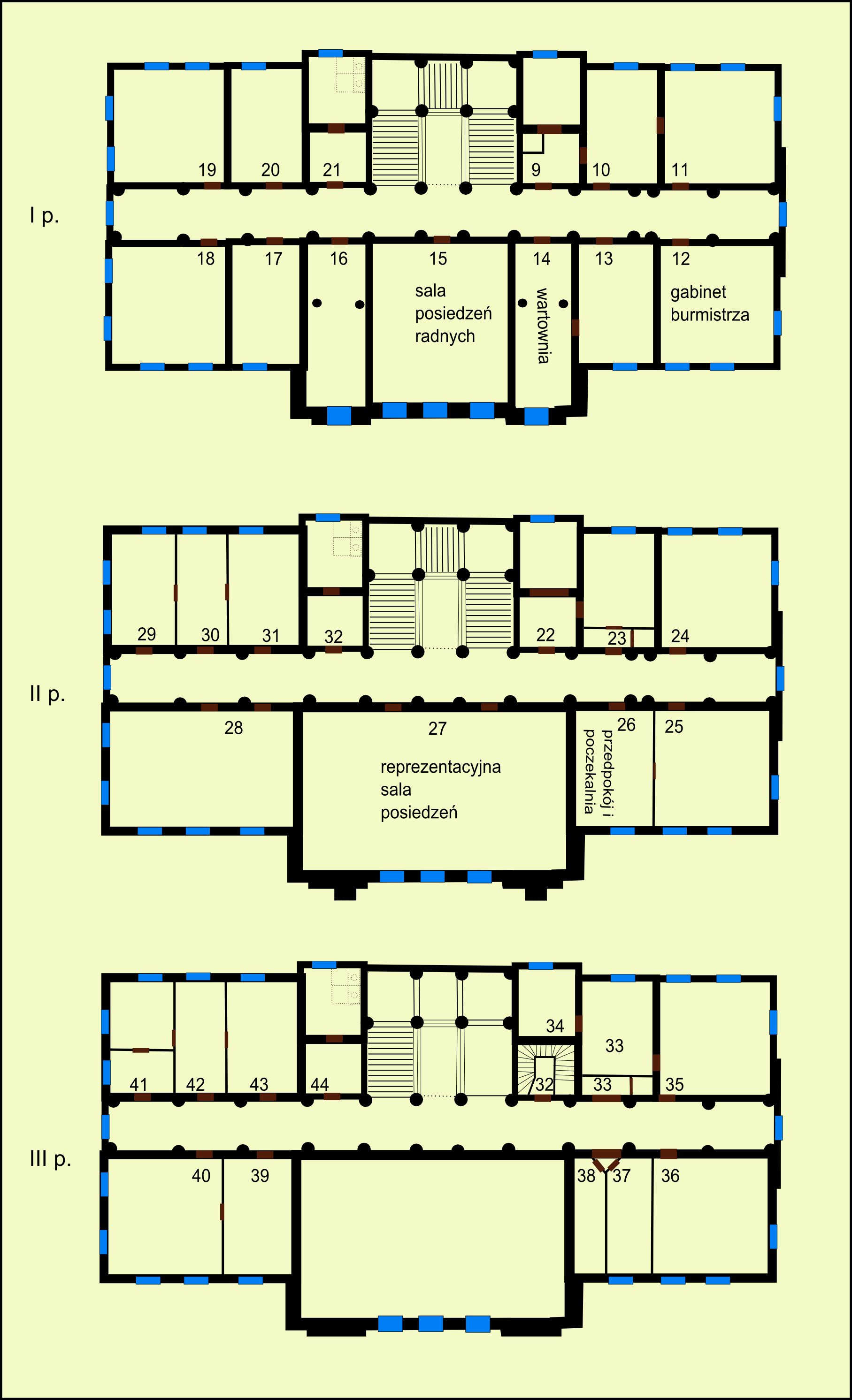
Gebäudeplan

Das Neue Rathaus in Posen –  ein heute nicht mehr existierendes Gebäude des Stadtrates am Alten Markt von Posen. Es wurde im Neorenaissancestil an Stelle des im Jahr 1890 abgetragenen Gebäudes der Waage, unmittelbar an der Westseite des Alten Rathauses, in den Jahren 1891/92 von Heinrich Grüder errichtet.
Während des Zweiten Weltkrieges stark beschädigt, wurde es nicht wiederaufgebaut. An seiner Stelle wurde das einst dort stehende Gebäude der Waage rekonstruiert.

## Geschichte
Im Neuen Posener Rathaus hat Heinrich Himmler die zweite seiner Posener Reden gehalten. Zu dieser Zeit gab es in Posen zwei Rathäuser, die nebeneinander standen. Das unmittelbar daneben stehende, alte Rathaus wurde, als Symbol des Polentums in Posen, durch das neue Rathaus ersetzt, als neue deutsche Dominante am Alten Markt und Sitz des damaligen Stadtrates.
Nach Ende des Zweiten Weltkrieges wurde das stark beschädigte Gebäude des neuen Rathauses restlos abgetragen.